# Nînovîci, Sokal
Nînovîci (în ucraineană Ниновичі) este un sat în comuna Horobriv din raionul Sokal, regiunea Liov, Ucraina.

## Demografie
Componența lingvistică a localității Nînovîci
     Ucraineană (100%)
Conform recensământului din 2001, toată populația localității Nînovîci era vorbitoare de ucraineană (100%).